# 梅尔·达格利什
梅尔·达格利什（英語：Mel Dalgleish，1959年1月24日—），澳大利亚男子篮球运动员。他参加了1980年夏季奥林匹克运动会和1984年夏季奥林匹克运动会男子篮球比赛。